# HAP-Grieshaber-Preis
Der HAP-Grieshaber-Preis ist ein deutscher Kunstpreis, der jährlich von der Stiftung Kunstfonds und der VG Bild-Kunst an einen in Deutschland lebenden bildenden Künstler verliehen wird. Er ist mit 25.000 Euro dotiert. Eine Initiativbewerbung ist nicht möglich. Benannt ist er nach HAP Grieshaber. Der Maler und Holzschneider HAP Grieshaber war maßgeblich an der Initiative zum Aufbau der VG Bild-Kunst beteiligt, deren Verwaltungsbeirat er auch angehörte. Die Fördergelder stellt die Stiftung Kulturwerk der VG Bild-Kunst aus den Mitteln zur Verfügung, die sie aus den in den Verteilungsplänen vorgesehenen Einbehalten bei der Auszahlung von Urheberrechtsvergütungen erhält.
Die Auszeichnung wird für herausragende künstlerische Leistung ausgesprochen. Damit verbunden ist eine Ausstellung beim Deutschen Künstlerbund in Berlin.

## Preisträger
- 1999: Alexandra Ranner
- 2000: Silke Schatz
- 2001: Corinna Schnitt
- 2002: Dagmar Varady-Prinich
- 2003: Bjørn Melhus
- 2004: Thomas Kilpper
- 2005: Mark Wehrmann
- 2006: Rosa Barba
- 2007: Gert & Uwe Tobias
- 2008: Almut Linde
- 2009: Patrycja German
- 2010: Jenny Michel
- 2011: Anna Lea Hucht
- 2012: Klaus Weber
- 2013: Inge Krause
- 2014: Arpad Dobriban
- 2015: Pia Linz
- 2016: Holger Wüst
- 2017: Özlem Günyol / Mustafa Kunt
- 2018: Sergio Zevallos
- 2019: Susann Maria Hempel
- 2020: Manaf Halbouni
- 2021: Martin Schmidt (Bildhauer)
- 2022: Maya Schweizer
- 2023: Nana Petzet
- 2024: Ngozi Ajah Schommers
- 2025: Cornelia Sollfrank